# Erebia nanna
Erebia nanna är en fjärilsart som beskrevs av Vorbrodt 1921. Erebia nanna ingår i släktet Erebia och familjen praktfjärilar. Inga underarter finns listade i Catalogue of Life.